# Taraxacum breviflorum
Taraxacum breviflorum — вид квіткових рослин з родини айстрових (Asteraceae). Вид зростає в Європі: Данія, Швеція, Фінляндія, Польща, Словаччина, Латвія; це багаторічна рослина помірних біомів.